# Rezerwat przyrody Grabicz
Rezerwat przyrody Grabicz – wodny rezerwat przyrody położony na południowo-wschodnim skraju miasta Kobyłki (powiat wołomiński, województwo mazowieckie). Leży w obrębie Warszawskiego Obszaru Chronionego Krajobrazu.
Został powołany Zarządzeniem Ministra Leśnictwa i Przemysłu Drzewnego z dnia 16 stycznia 1978 roku (M.P. z 1978 r. nr 4, poz. 20), na powierzchni 29,34 ha, w celu zachowania jeziora stanowiącego ostoję wielu gatunków ptaków. Obejmuje obszar zbiornika i otaczających go terenów.

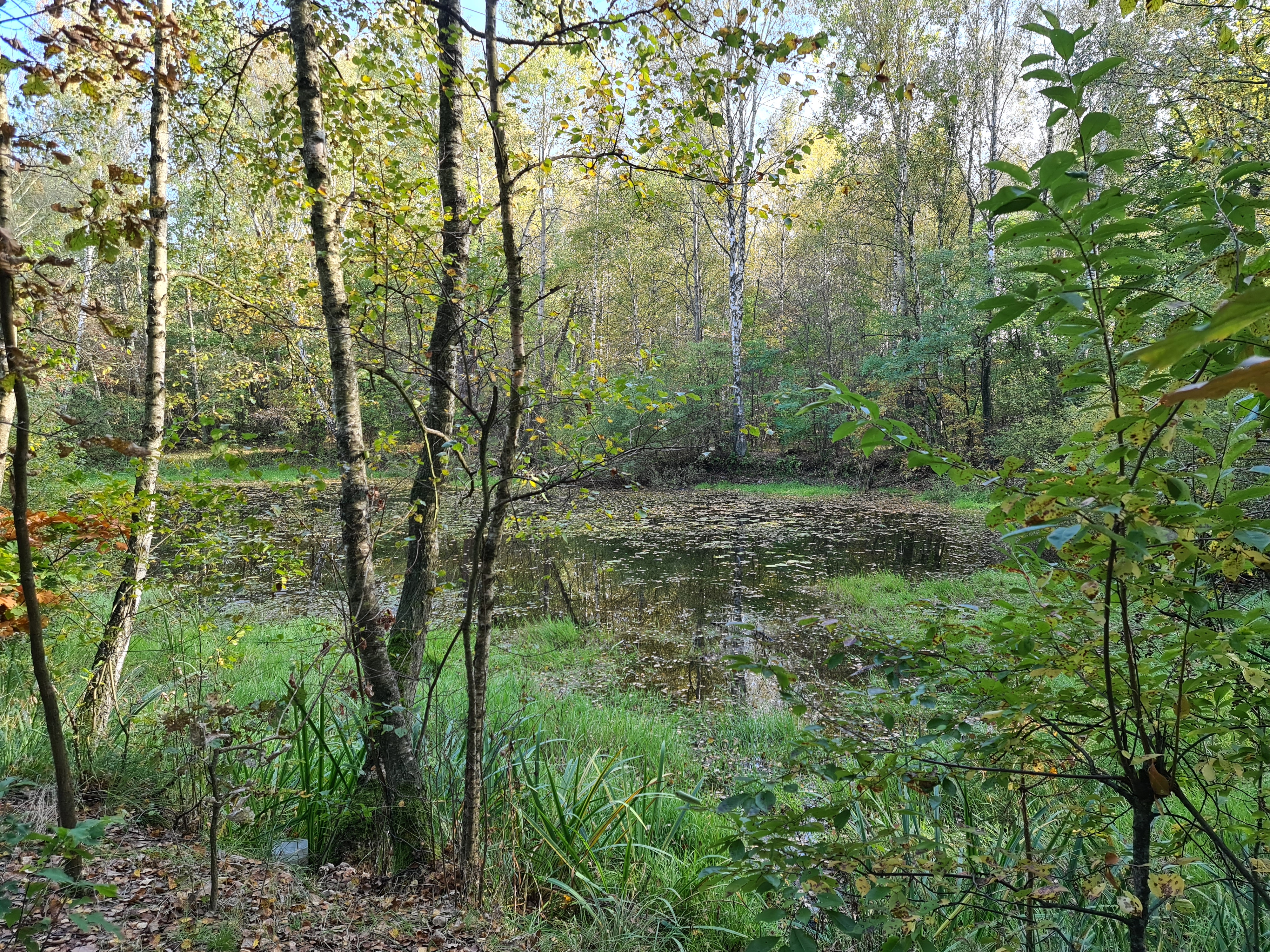
Jeziorko w północnej części rezerwatu

## Walory przyrodnicze
Położone na terenie rezerwatu jezioro i otaczające je tereny są ostoją wielu gatunków ptaków. Występują tu gatunki wpisane do czerwonej księgi gatunków zagrożonych: kraska, świstun, cietrzew, bąk, kulik wielki, traszka grzebieniasta, rybitwa białoczelna, kania czarna, mroczek posrebrzany, mewa mała i turkawka.
Środkową część rezerwatu zajmuje zbiornik wodny o powierzchni 12,5 ha, z kępami i wysepkami porośniętymi roślinnością bagienną. Występują tu rośliny przybrzeżne: trzciny, pałka wąskolistna, oczeret jeziorny, turzyca bagienna oraz roślinność wodna: grzybienie białe, żabieniec babka wodna, rdestnica połyskująca, moczarka kanadyjska, strzałka wodna.
Od czasu powołania rezerwatu lustro wody jeziora obniżyło się, co spowodowało zaniknięcie roślin wodnych na pewnej części obszaru. Pozostały gatunki: pałka szerokolistna, trzcina pospolita, kosaciec żółty, turzyca sztywna. Przestały gniazdować ptaki: mewa śmieszka, perkoz, zausznik, kokoszka wodna, kszyk; pojawiły się żuraw, bąk, myszołów.
Zbiorowiska leśne wokół zbiornika to głównie bory wilgotne, z sosną zwyczajną, brzozą brodawkowatą i trzęślicą modrą.

## Turystyka
Z uwagi na konieczność zapewnienia spokoju ptakom żerującym, odpoczywającym na przelotach i odbywającym lęgi, rezerwat został zamknięty dla ruchu turystycznego, z wyjątkiem drogi biegnącej wzdłuż zachodniej i południowej jego granicy. Na północ od rezerwatu przebiega  czerwony rowerowy „Szlak Bitew Warszawskich”, jego trasa biegnie obok pomnika przyrody – głazu narzutowego o nazwie „Głaz Edmunda”.